# Дені Лушич
Дені Лушич (14 квітня 1962) — хорватський ватерполіст.
Олімпійський чемпіон 1984, 1988 років.
Чемпіон світу з водних видів спорту 1986 року.
Срібний призер Чемпіонату Європи з водного поло 1985, 1987 років.
Срібний призер Середземноморських ігор 1993 року.